# Lecidea sparsilis
Lecidea sparsilis är en lavart som beskrevs av Nyl. in Hulting. Lecidea sparsilis ingår i släktet Lecidea, och familjen Lecideaceae. Arten är reproducerande i Sverige.